# Nyírgyulaj, Szabolcs-Szatmár-Bereg
Nyírgyulaj  este un sat în districtul Nyírbátor, județul Szabolcs-Szatmár-Bereg, Ungaria, având o populație de 2.076 de locuitori (2011). 

## Demografie
Componența etnică a satului Nyírgyulaj
     Maghiari (93,32%)
     Romi (5,89%)
     Alții (0,79%)
Componența confesională a satului Nyírgyulaj
     Greco-catolici (33,57%)
     Reformați (19,51%)
     Romano-catolici (17,92%)
     Fără religie (7,08%)
     Necunoscută (21,77%)
     Atei (0,14%)
     Alte religii (0,24%)
Conform recensământului din 2011, satul Nyírgyulaj avea 2.076 de locuitori. Din punct de vedere etnic, majoritatea locuitorilor (93,32%) erau maghiari, cu o minoritate de romi (5,89%). Nu există o religie majoritară, locuitorii fiind greco-catolici (33,57%), reformați (19,51%), romano-catolici (17,92%) și persoane fără religie (7,08%). Pentru 21,77% din locuitori nu este cunoscută apartenența confesională.